# Академія Колароссі

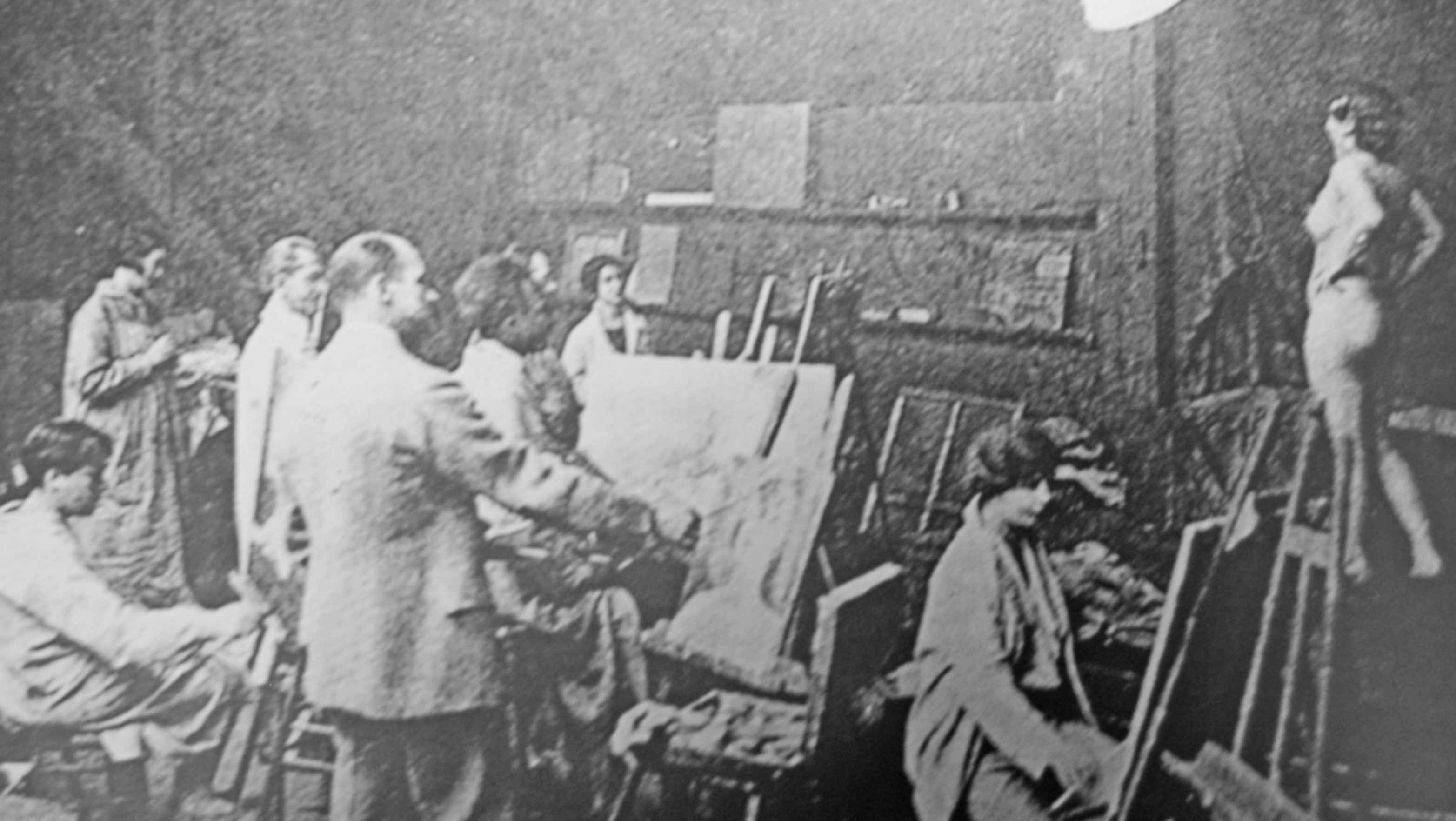

Академія Колароссі (фр. Académie Colarossi) — приватна художня школа, заснована в XIX ст. італійським скульптором Філіппо Колароссі, що знаходилася на рю де ла Гранд-Шомьєр в 6-му окрузі Парижа.

## Історія
Академія Колароссі являла собою альтернативу офіційній художній Школі витончених мистецтв яка, з розгляду творчої молоді, була надто консервативною. Так само, як і Академія Жюліана, Академія Колароссі приймала на навчання і жінок, і дозволяла їм робити замальовки з голої чоловічої натури. Крім живопису, в Академії викладали також і скульптуру. Висока якість викладання в Академії Колароссі привертала до нії численних учнів з-за меж Франції, в тому числі і з США. У 1910 році Академія вперше приймає на педагогічну роботу жінку (це була новозеландська художниця Френсіс Ходкінс). Академія Колароссі була закрита в 1920 році. Як помсту за подружню невірність чоловіка мадам Колароссі незадовго перед закриттям Академії спалила весь її архів.

## Відомі випускники
| Австрія         | Австрія         | Альбіновська-Мінкевич Софія Юліанівна, Aloys Wach |
| Білорусь        | Білорусь        | Eugeniusz Zak |
| Болгарія        | Болгарія        | Pascin |
| Велика Британія | Велика Британія | Lamorna Birch, John Duncan Fergusson, Richard Jack, Mina Loy, Laura Muntz Lyall, Ottilie Maclaren Wallace, Bessie MacNicol, Cedric Morris, Samuel Peploe, Elizabeth Polunin, Dod Procter, Robert William Service, Stansmore Dean Stevenson, Sydney Curnow Vosper |
| Канада          | Канада          | Frederic Marlett Bell-Smith, Emily Carr, Ralston Crawford, Prudence Heward, George Loftus Noyes, Maurice Prendergast, George Agnew Reid, Boardman Robinson, Marc Aurèle de Foy Suzor-Coté |
| Еквадор         | Еквадор         | Camilo Egas |
| Естонія         | Естонія         | Адамсон-Ерік, Konrad Mägi, Едуард Війральт |
| Фінляндія       | Фінляндія       | Helene Schjerfbeck |
| Франція         | Франція         | Hélène de Beauvoir, Каміла Клодель, Поль Ґоґен, Marcel Gromaire, Jeanne Hébuterne, Жан Люрса, Claude-Émile Schuffenecker, Theophile-Alexandre Steinlen, Fabien Fabiano |
| Німеччина       | Німеччина       | Karl Albert Buehr, George Grosz, Hans Hofmann, Wilhelm Lehmbruck, Paula Modersohn-Becker |
| Угорщина        | Угорщина        | Camilla Koffler (Ylla) |
| Ірландія        | Ірландія        | Ейлін Грей |
| Італія          | Італія          | Romaine Brooks, Амедео Модільяні |
| Литва           | Литва           | Жак Ліпшіц |
| Норвегія        | Норвегія        | Nikolai Astrup, Jean Heiberg, Olaf Gulbransson, Wilhelm Rasmussen, Aage Storstein, Ingebrigt Vik, Густав Венцель, Cora Sandel |
| Нова Зеландія   | Нова Зеландія   | Sydney Lough Thompson |
| Польща          | Польща          | Станіслав Яцковський, Альфонс Карпинський, Юзеф Мегоффер, Влодзімеж Тетмайєр, Макс Вебер, Станіслав Виспянський, Евгеніуш Зак |
| Росія           | Росія           | Гліб Дерюжинський, Головін Олександр, Анна Голубкіна, Лансере Євген, Сомов Костянтин, Еміль Візель |
| Румунія         | Румунія         | Reuven Rubin |
| Іспанія         | Іспанія         | Ерменехільдо Англада Камараса |
| Швеція          | Швеція          | Carl Eldh, Arvid Nyholm, Jenny Nyström, Hanna Pauli |
| Уругвай         | Уругвай         | Хуан Хосе Каландрія |
| США             | Сполучені Штати | Lucy Bacon, Cecilia Beaux, Charles Bittinger, Rinaldo Cuneo, Charles Demuth, Eyre de Lanux, Florence Esté, Lyonel Feininger, Meta Vaux Warrick Fuller, Marion Greenwood, Elizabeth Orton Jones, Walt Kuhn, Isamu Noguchi, George Loftus Noyes, Лілла Кабот Перрі, Alice Morgan Wright, Stanton Macdonald-Wright, Elenore Plaisted Abbott, Alice Schille, Janet Scudder, Armstrong Sperry, Inga Stephens Pratt Clark, Challis Walker, Mahonri Young |
| Чехія           | Чехія           | Франтішек Білек, Йозеф Чапек, Альфонс Муха |
| Швейцарія       | Швейцарія       | Fritz Glarner, Louis Soutter |
| Японія          | Японія          | Kume Keiichiro, Seiki Kuroda, Henry Sugimoto |

## Відомі студенти
- Єлена Ахвледіані
- Ерменехільдо Англада Камараса
- Люсі Бекон
- Сесилія Бо
- Семюел Джон Берч
- Емілі Карр
- Камілла Розалі Клодель
- Йозеф Ензелінґ
- Ліонель Файнінґер
- Елен Ґріс-Данікан
- Голубкіна Анна Семенівна
- Маріон Ґрінвуд
- Олаф Ґульбранссон
- Самуїл Гіршенберґ
- Семюел Пепло
- Ганс Гофман
- Жанна Ебютерн
- Пруденс Г'юард
- Волт Кун
- Ріналдо Кунео
- Лансере Євген Євгенович
- Отакар Лебеда
- Вільгельм Лембрук
- Жак Ліпшиц
- Мина Лой
- Елізабет Макнікол
- Лаура Мюнц Лаєлл
- Юзеф Мегоффер
- Ґеорґ Ґросс
- Паула Модерзон-Беккер
- Амедео Модільяні
- Альфонс Муха
- Ліла Кебот Перрі
- Фридрих Карл Штрьйоєр
- Влодзимер Тетмайєр
- Алоїз Вах
- Макс Вебер, (художник)
- Клара Вестгоф
- Гайнц Вітте
- Станіслав Виспянський
- Теофіль-Александр Стейнлен
- Каміло Еґас
- Жюль Паскін
- Йозеф Чапек
- Мікаел Арутчян